# 삼십이면체
| 십이이십면체    | 깎은 정십이면체 |
| 깎은 정이십면체 |                 |

삼십이면체(三十二面體)는 면이 32개인 다면체를 말한다. 정이십면체 대칭을 가진 것이 가장 대칭적이다.
아르키메데스의 다면체 3개가 있다:
- 십이이십면체 - 정오각형과 정삼각형
- 깎은 정십이면체 - 정십각형과 정삼각형
- 깎은 정이십면체 - 정오각형과 정육각형